# ناوگان‌های هوایی لوفت‌وافه
ناوگان هوایی آلمان در جنگ جهانی دوم (انگلیسی: German Air Fleets in World War II) فهرستی از لوفت‌وافه "Luftflotten" (ناوگان هوایی آلمان) و مکان‌های آنها بین سال‌های ۱۹۳۹ و ۱۹۴۵.